# Taufbecken (Plailly)

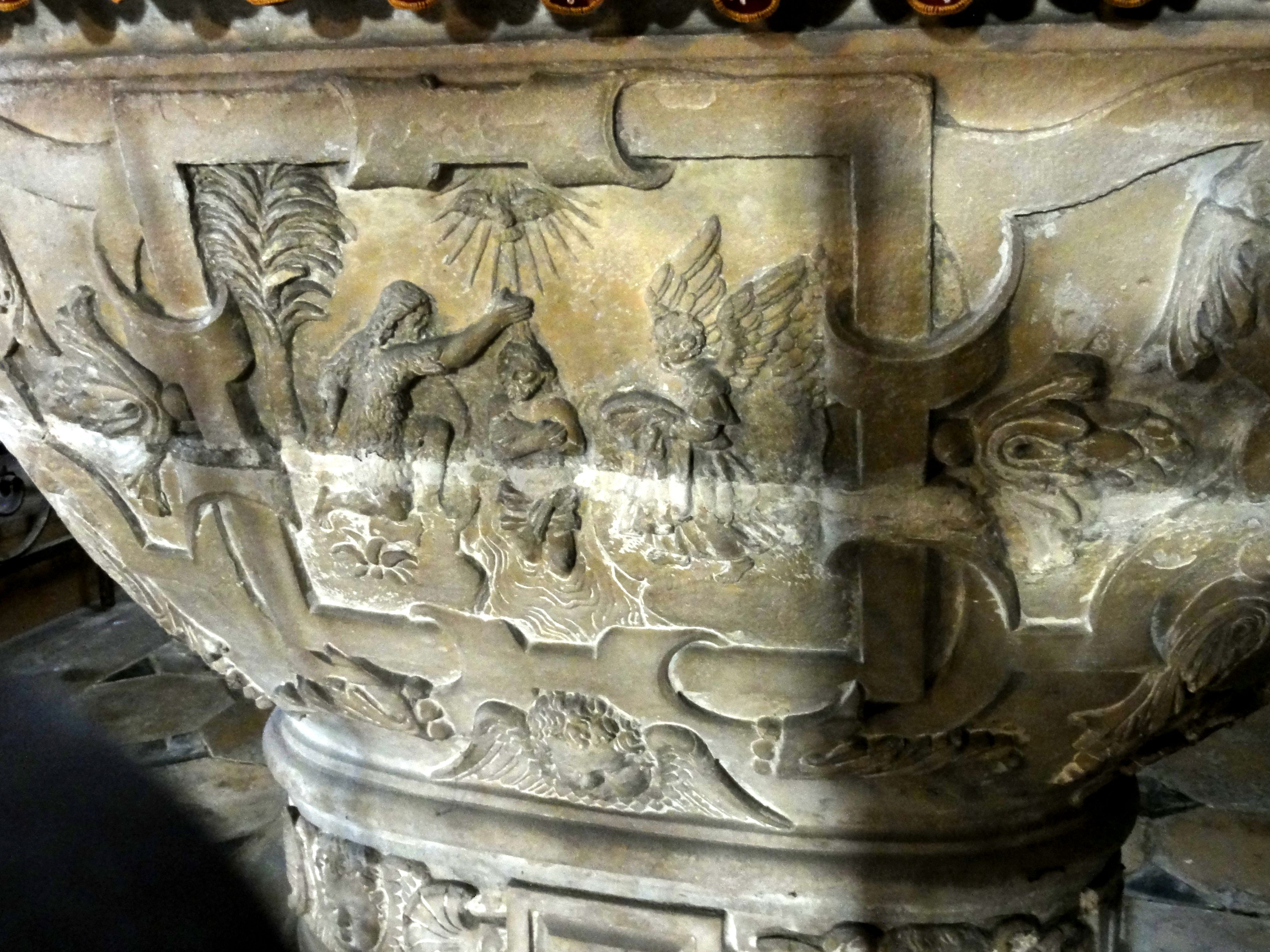
Taufbecken in Plailly mit der Darstellung der Taufe Christi

Das Taufbecken in der katholischen Pfarrkirche St-Gervais-St-Protais-St-Martin in Plailly, einer französischen Gemeinde im Département Oise in der Region Hauts-de-France, wurde 1570 geschaffen. Im Jahr 1862 wurde das Taufbecken im Stil der Renaissance als Monument historique in die Liste der geschützten Objekte (Base Palissy) in Frankreich aufgenommen.
Das 94 cm hohe Taufbecken aus Kalkstein steht auf einer rechteckigen Platte mit einem ovalen Aufbau, der mit Reliefs geschmückt ist. Das Becken ist ringsum mit Darstellungen versehen: Taufe Christi, Beschneidung des Herrn, heiliger Martin von Tours u. a. m.
Die Abdeckung stammt aus neuerer Zeit.